# Giovanni Ventura
Giovanni Ventura (Piombino Dese, 2 novembre 1944 – Buenos Aires, 2 agosto 2010) è stato un terrorista e editore italiano, membro del movimento neofascista di Ordine Nuovo.

## Biografia
Laureando in filosofia, milita nell'Azione Cattolica e poi nel Movimento Sociale Italiano, da cui esce nel 1966 "perché troppo molle". Apre la libreria "Ezzelino" a Padova e diventa un piccolo editore, legandosi a Franco Freda. Pubblica la rivista ciclostilata Reazione, di tono neonazista, ma anche testi di ispirazione marxista. 

### Le bombe a Milano e sui treni nel 1969
Nel 1973, dopo l'arresto, Ventura confessa il suo ruolo nei 21 attentati del 1969, negando solo la strage di Piazza Fontana. I PM di Milano scoprono che Ventura riferiva a Guido Giannettini, agente del SID fuggito all'estero. Dopo una settimana, la Cassazione sposta il processo a Catanzaro, poiché "a Milano non c'è un clima sereno per giudicare".
Ventura viene condannato definitivamente per associazione sovversiva in relazione agli attentati della primavera-estate del 1969: le due bombe a Milano del 25 aprile 1969 e le bombe sui treni del 9 agosto 1969, quando otto bombe rudimentali a bassa potenza esplodono su otto treni in movimento in diverse località d'Italia, provocando dodici feriti; una bomba inesplosa viene inoltre trovata sul treno Bari-Venezia e un'altra viene trovata alla stazione centrale di Milano sul treno Trieste-Parigi.

### La strage di Piazza Fontana
Era stabilito che Mariano Rumor, dopo le bombe del 12 dicembre 1969, che secondo il presidente del Consiglio dei ministri della Repubblica Italiana avrebbero dovuto essere solo dimostrative, avrebbe dichiarato lo stato d'assedio, aprendo la strada ad un governo militare di destra, come era successo in Grecia con la dittatura dei colonnelli. Invece, i diciassette morti e gli ottantotto feriti di Piazza Fontana avevano scosso l'opinione pubblica, i partiti erano pronti alla guerra civile e Mariano Rumor ci ripensò, non dichiarando lo stato d'assedio e vanificando tutto il lavorio terroristico del SID, dell'Ufficio Affari Riservati, direttore Elvio Catenacci, della CIA che finanziava il SID, dell'Aginter Press per mezzo di Guido Giannettini, di Stefano delle Chiaie di Avanguardia Nazionale e di Franco Freda e Giovanni Ventura di Ordine Nuovo.
Coinvolto nella vicenda giudiziaria relativa alla strage di piazza Fontana, Giovanni Ventura viene alla fine assolto in appello per incompletezza delle prove. Nel giugno 2005, al termine dell'ultimo processo su piazza Fontana, riaperto negli anni '90 a Milano per trovare i complici di Freda e Ventura, la Corte di Cassazione ha confermato la responsabilità di Freda e Ventura in ordine alla strage. Secondo la Corte, l'eccidio del 12 dicembre 1969 fu organizzato da "un gruppo eversivo costituito a Padova nell'alveo di Ordine Nuovo" e "capitanato da Franco Freda e Giovanni Ventura". Il giudizio ha valore di sola condanna morale e storica, in quanto i due imputati non possono essere messi sotto processo essendo già stati assolti irrevocabilmente dalla corte d'assise d'appello di Bari, che li ha condannati solo per le bombe sui treni.

### Sentenza-ordinanza
Negli anni novanta l'inchiesta del giudice Guido Salvini raccolse le dichiarazioni di Martino Siciliano e Carlo Digilio, ex neofascisti di Ordine Nuovo, i quali confessarono il proprio ruolo nella preparazione dell'attentato, ribadendo le responsabilità di Freda e Ventura. Comunque la sentenza-ordinanza ha concluso di non doversi procedere, nei confronti di Giovanni Ventura, in quanto i reati sono estinti per intervenuta prescrizione. Ordine Nuovo è la struttura prevalentemente responsabile, in termini di esecuzione materiale, degli attentati in Piazza Fontana del 12 dicembre 1969 e di quelli che li hanno preceduti ed ha continuato ad operare successivamente.

### Carcerazione e vita successiva
Ventura trascorse undici anni in carcere tra Italia e Argentina e passò gli ultimi anni a Buenos Aires, dove gestiva il ristorante "Filo". Morì a 65 anni nell'agosto 2010 colpito da distrofia muscolare progressiva.